# Labrídeos
Labrídeos (Labridae) são uma família de peixes da subordem Labroidei, cujo nome vulgar é o bodião.
Muitas das espécies desta família podem mudar de sexo: os juvenis são machos ou fêmeas (dizem-se indivíduos em fase inicial) mas os adultos maiores tornam-se machos territoriais (fase terminal). Dizem-se portanto protogínicos.

## Géneros
| Acantholabrus Achoerodus Ammolabrus Anampses Anchichoerops Austrolabrus Bodianus Centrolabrus Cheilinus Cheilio Choerodon Cirrhilabrus Clepticus Conniella Coris Ctenolabrus Cymolutes Decodon | Diproctacanthus Doratonotus Dotalabrus Epibulus Eupetrichthys Frontilabrus Gomphosus Halichoeres Hemigymnus Hologymnosus Iniistius Julichthys Labrichthys Labroides Labropsis Labrus Lachnolaimus Lappanella | Larabicus Leptojulis Macropharyngodon Malapterurus Minilabrus Nelabrichthys Notolabrus Novaculichthys Novaculoides Ophthalmolepis Oxycheilinus Oxyjulis Paracheilinus Parajulis Pictilabrus Polylepion Pseudocheilinops Pseudocheilinus | Pseudocoris Pseudodax Pseudojuloides Pseudolabrus Pteragogus Semicossyphus Stethojulis Suezichthys Symphodus Tautoga Tautogolabrus Terelabrus Thalassoma Wetmorella Xenojulis Xiphocheilus Xyrichtys |